# Nigehörn
Nigehörn es una isla artificial deshabitada y en el mar del Norte perteneciente a la ciudad alemana de Hamburgo.
Situada junto a la desembocadura del Elba, Nigehörn se encuentra en el mismo banco que Scharhörn, a unos 4 km al noroeste de Neuwerk y 15 km al noroeste del Cuxhaven continental. La isla forma parte del Parque Nacional Mar de Wadden.
Nigehörn fue construida en 1989 para compensar la pérdida de tierras en curso sobre la cercana Scharhörn, que amenazaba con privar a las aves playeras de criaderos importantes. Aproximadamente 1,2 millones de metros cúbicos de arena se depositaron en un banco de arena cercano a través del relleno hidráulico para crear el núcleo de la nueva isla.